# Ффорде, Джаспер
Джаспер Ффорде (англ. Jasper Fforde, фонетически правильное произношение валлийской фамилии — Форд, но в переводах его книг на русский язык закрепилось транслитерационное написание «Ффорде»; род. 11 января 1961) — британский писатель.
Первый роман Ффорде, «Дело Джен, или Эйра немилосердия», был издан в 2001 году. Начиная с 2007 года, книги Ффорде переводятся и издаются в России. Наибольшей популярностью пользуется серия его романов о Четверг Нонетот. Другие циклы — «Отдел сказочных преступлений», «Оттенки серого» и «Охотница на драконов». В 2018 и 2020 годах Ффорде опубликовал внецкливые романы «Ранняя пташка» и «Вечный кролик».

## Биография
Родился в Лондоне 11 января 1961 года. Его отцом был Джон Стэндиш Ффорде, 24-й главный казначей Банка Англии. Ффорде — двоюродный брат мужа писательницы Кэти Форд и внук Джозефа Ретингера.
Он начал карьеру с работы ассистента оператора в кинематографии. Принимал участие в создании таких фильмов, как «Перо маркиза де Сада», «Золотой глаз» и «Западня». Также Ффорде интересуется авиацией и владеет собственным самолётом DH 82 Tiger Moth.
Первый роман Ффорде, «Дело Джен, или Эйра немилосердия» был напечатан в 2001 году, после 76 издательских отказов. За ним последовали продолжения, составившие цикл о Четверг Нонетот: первая тетралогия «Дело Джен, или Эйра немилосердия» «Беги, Четверг, беги, или Жёсткий переплёт», «Кладезь погибших сюжетов, или Марш генератов», «Неладно что-то в нашем королевстве, или Гамбит Минотавра» и вторая тетралогия «Апокалипсис Нонетот, или Первый среди сиквелов», One of our Thursdays is Missing, The Woman Who Died a Lot, Dark Reading Matter (запланирована к выходу в 2026 году) . В 2004 году за «Кладезь погибших сюжетов» автор получил премию Вудхауза.
Роман «Тайна выеденного яйца, или Смерть Шалтая», написанный Ффорде в 2005 году, является переработкой его самого первого романа, который так никогда и не нашёл издателя. Изначально он назывался «Кто убил Шалтая-Болтая?», потом рабочее название сменилось на «Сказочное преступление» (англ. Nursery Crime созвучно с Nursery Rhyme, так называются английские детские сказочные стишки). Продолжение под названием The Fourth Bear вышло в 2006 году и основано на сказке «Три медведя». Вместе они составили цикл об Отделе сказочных преступлений и детективе Джеке Шпротте. Третья и последняя часть цикла, The Last Great Tortoise Race, была анонсирована в конце The Fourth Bear и ожидалась в 2012 году, но так и не была выпущена. На данный моменты Ффорде не планирует возвращаться к историям о Джеке Шпротте.
В декабре 2009 в США и январе 2010 в Великобритании была издана первая книга из нового цикла «Оттенки серого» под названием «Полный вперед назад, или Оттенки серого». Вторую часть предполагавшейся трилогии автор хотел написать к 2014 году, однако так и не сделал этого, переключившись на другие сюжеты. Но в 2024 году вторая часть под названием «Рэдсайдская история» была издана, а Ффорде продолжает работу над серией.
В ноября 2010 Ффорде издал «Последнюю охотницу на драконов», первую книгу в ориентированном на подростков цикле «Охотница на драконов». Вскоре были опубликованы еще две книги, «Песнь Кваркозверя» (2011) и «Око Золтара» (2014). Хотя цикл изначально планировался как трилогия, позже он был расширен до тетралогии и последняя книга под названием The Great Troll War была опубликована в 2021 году.
С 2014 по 2018 год Ффорде переживал творческий кризис и не опубликовал ни одного произведения. Вырваться из кризиса он смог в 2018 году с внецикловым романом «Ранняя пташка», а в 2020 году вышел ещё один внецикловый роман «Вечный кролик». После того, как Ффорде смог вернуться в форму, он продолжил работу уже над произведениями из своих циклов.
Книги Ффорде примечательны большим количеством литературных аллюзий и игры слов, хорошо прописанными сюжетами и обыгрываниями традиций привычных литературных жанров. Его работы обычно представляют собой смесь метапрозы, пародии и фантастики.
Во многих книгах Ффорде нет главы 13, несмотря на то, что в содержании она присутствует.